# کانال ۵ (تایلند)
کانال ۵ (انگلیسی: Channel 5) (نام کامل: ایستگاه رادیو و تلویزیون ارتش پادشاهی تایلند، هم چنین به عنوان تای تی وی ۵ یا با عبارت ساده‌تر تی وی ۵ معروف است) یک شبکهٔ تلویزیون رایگان تایلندی است که تحت مالکیت ارتش پادشاهی تایلند قرار دارد و در روز ۲۵ ژانویه ۱۹۵۸ راه اندازی گردید.